# Matthias Devai

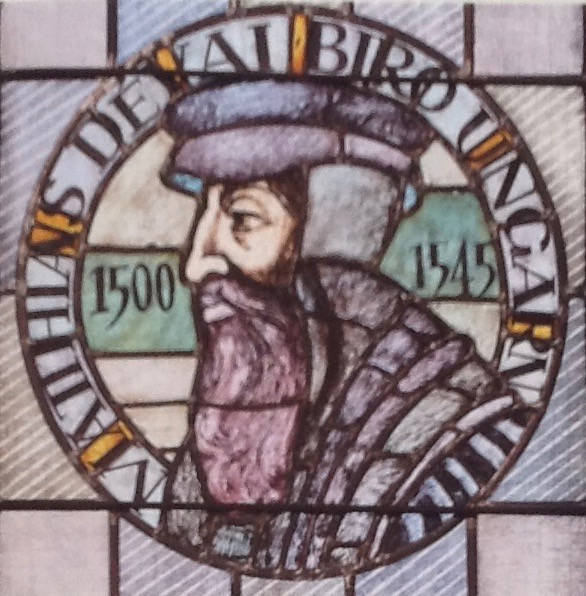
Matthias Devai (Glasfenster in der Schlosskirche zu Wittenberg)

Matthias Devai Biro (* ~1500 in Diemrich (ungarisch Déva), Siebenbürgen; † 1545 in Debrezin, Königreich Ungarn) war ein ungarischer Reformator.

## Name
Matthias Devai (ungarisch Dévai Bíró Mátyás), mit bürgerlichen Namen eigentlich ‚Bíró‘, nahm das Pseudonym ‚Devai‘ nach seiner in Siebenbürgen gelegenen Geburtsstadt Deva an.

## Leben
Über seine Vorfahren, seine Kindheit und Jugend ist so gut wie nichts bekannt. Im Alter von 23 Jahren begann Devai sein Studium an der Universität in Krakau (1523–1525). Im Anschluss wurde er, als gewissenhafter katholischer Priester, Hofkaplan bei István Tomori auf der Burg von Bodokö. Die Anfänge der Reformation in Ungarn bewogen ihn zu einem Umzug nach Wittenberg, wo er erneut ein Theologiestudium anstrebte. Hier immatrikulierte er sich am 3. Dezember 1529, wurde Schüler von Philipp Melanchthon und Haus- und Tischgenosse Martin Luthers.
Im Jahre 1531 kehrte er in das Königreich Ungarn zurück und ließ sich in der Stadt Ofen (heute: Budapest) nieder, um dort für die Reformation tätig zu werden. Hier verfasste er eine Abhandlung über die Bedeutungslosigkeit der Heiligenverehrung und 52 Thesen zu den Grundgedanken der Reformation. Er kam in das Umfeld von Johann Sapolyai, welchen er eine Zeitlang auf dessen Reisen begleitete.
Im Herbst 1531 wurde Devai auf Betreiben des dortigen Stadtrates zum Prediger in Kaschau berufen. Hier führte er die Abendmahlfeier in beiderlei Gestalt ein, predigte nach evangelischer Lehre in der Landessprache und drängte auf die Reform der Kirche. Seine Tätigkeit in Kaschau dauerte nur ein paar Monate, da Kaiser Ferdinand I. ihn auf Betreiben des Bischofs von Erlau, Tamás Szalaházy, verhaften ließ. Zuerst wurde er auf der Burg Likava im Komitat Liptau gefangen gehalten. Anschließend wurde er über Preßburg nach Wien gebracht, wo er sich bei einem Verhör durch Bischof Johann Faber erfolgreich verteidigte. Deshalb musste er aus der Haft im Juli 1533 entlassen werden.

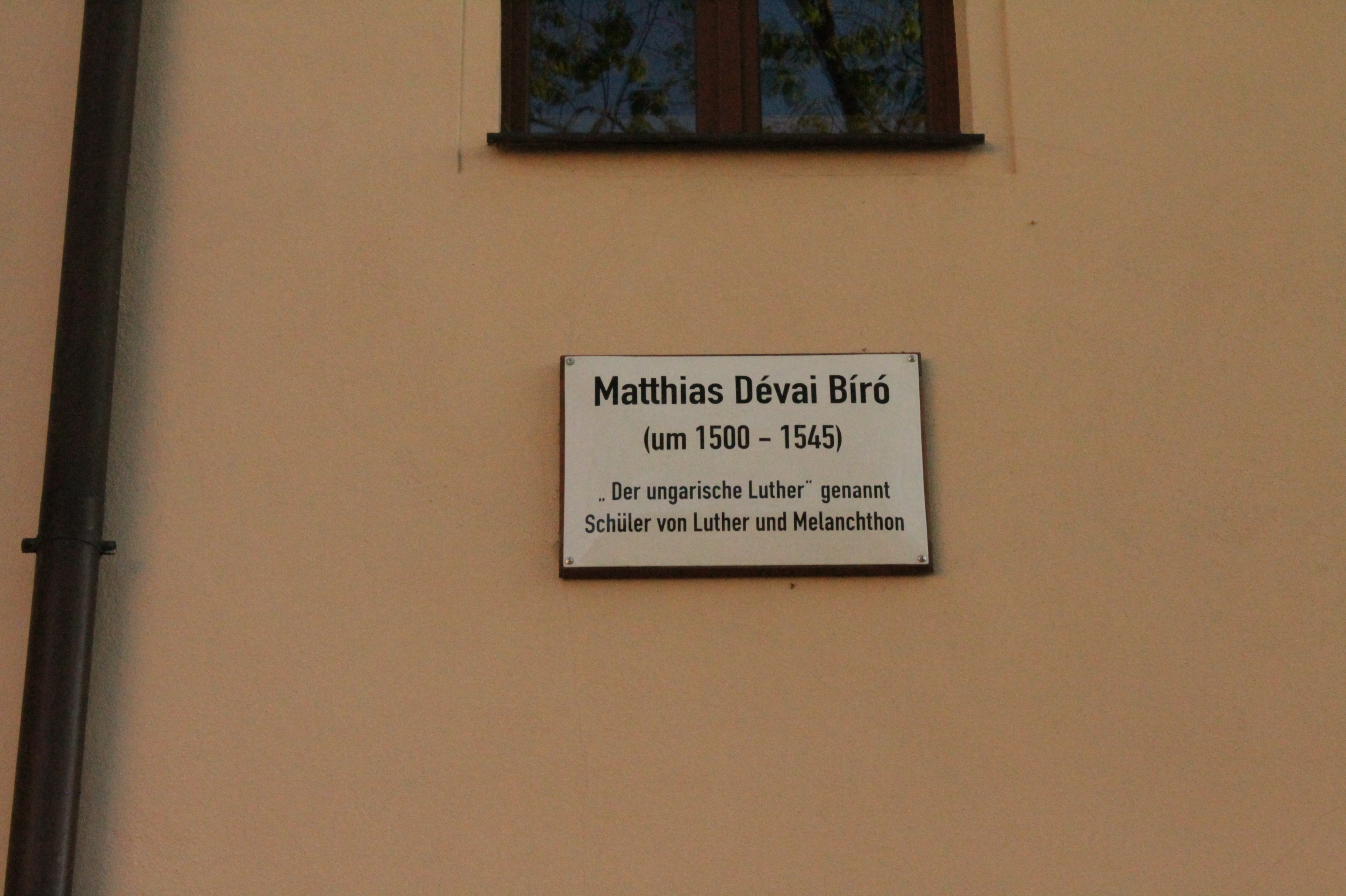
Gedenktafel an der Universität Wittenberg

Nach seiner Freilassung kehrte er nach Ofen zurück, wurde jedoch nach kurzer Zeit erneut als „Ketzer“ verhaftet und für drei Jahre inhaftiert. Nach seiner Entlassung aus der Haft (1535) suchte er bei dem Grafen Thomas Nádasdy in Sárvár Schutz. In dieser Zeit verfasste er eine Streitschrift gegen den Franziskaner-Provinzial Gregor Szegedy, der seine Thesen kritisiert hatte.
1536 fuhr er erneut nach Wittenberg, um seinen Lehrern Martin Luther und Philipp Melanchthon über den Stand der Reformation im Königreich Ungarn zu berichten.
Im nächsten Jahr (1537) kehrte Devai nach Ungarn zurück. Er führte ein Schreiben Philipp Melanchthons vom 7. Oktober 1537 mit sich, das Nádasdy überzeugen sollte, Devai und dessen Glaubensbruder Johannes Sylvester seine Unterstützung zukommen zu lassen.

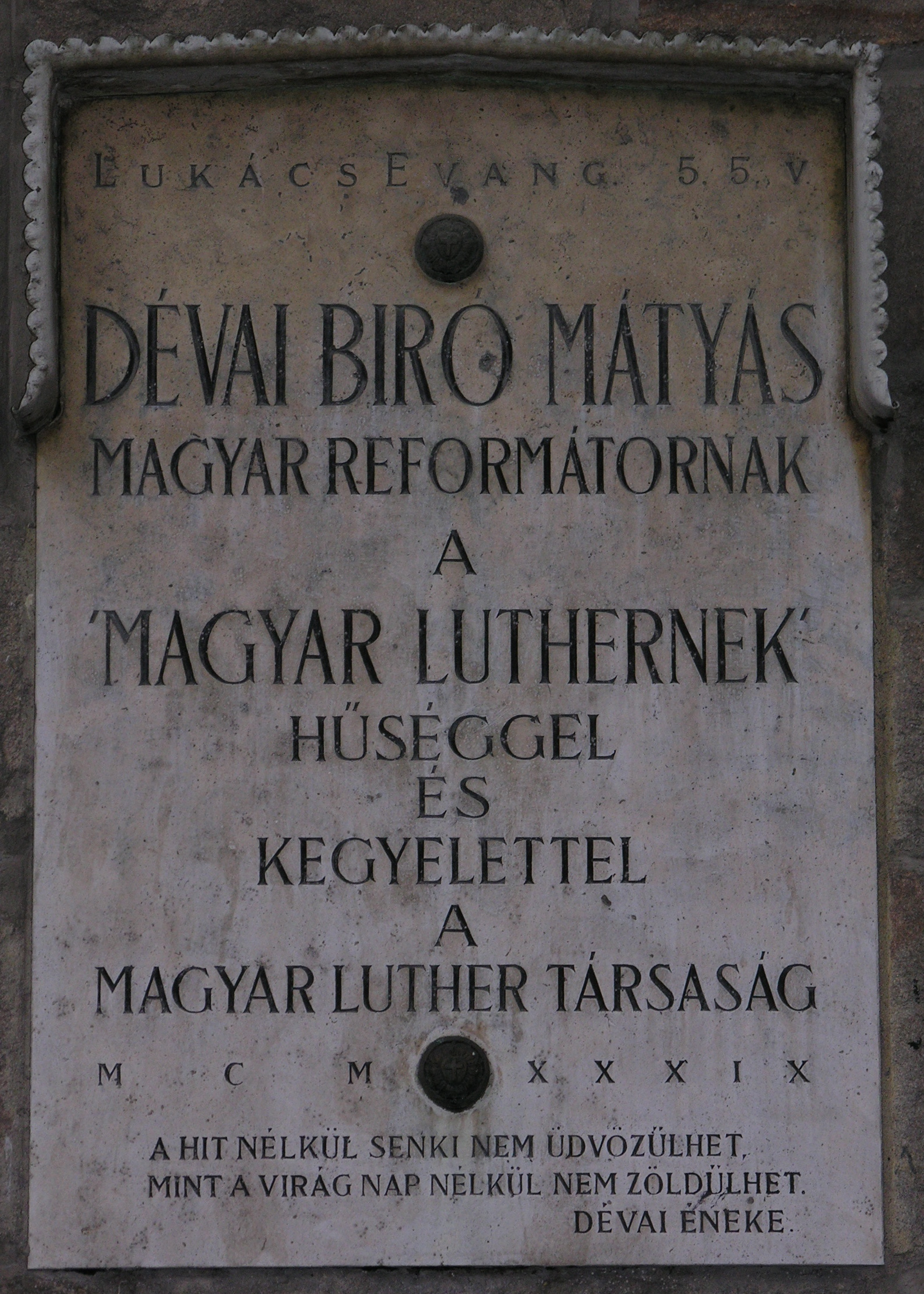
Gedenktafel in Budapest

In den Jahren 1538–39 hielt er sich in Sárvár auf. Zusammen mit Johannes Sylvester errichtete er dort mit Unterstützung von Thomas Nádasdy eine Druckerei. Beide waren sich einig, dass die Reformation am besten durch Literatur und Weiterbildung vorangetrieben werden könne. In dieser Zeit schrieb Devai eine ungarische Elementargrammatik, die viel Beachtung fand (Orthographia Vngarica [Ungarica]). Ab 1540 wirkte er eineinhalb Jahre lang als Schulleiter einer neu gegründeten evangelischen Schule im nordungarischen Sixau (ungar. Szíkszó) im Komitat Semplin. Durch dieses Wirken erregte er den Zorn des Bischofs von Erlau Ferenc Frangepán, der einen Haftbefehl beim Kaiser gegen Devai erwirkte. Erschwerend kam hinzu, dass in dieser Zeit die Türken große Teile Ungarns besetzten und im Jahre 1541 bis an die Eipel vordrangen, was ein Reisen nahezu unmöglich machte. Devai floh Ende des Jahres 1541 abermals nach Deutschland und kam am 28. Dezember 1541 völlig erschöpft in Wittenberg an.
Von Wittenberg zog er weiter nach Basel und wandte sich der Schweizer Reformation zu. In sein Vaterland kehrte er anderthalb Jahre später zurück und wirkte erst als Prediger in Mischkolcz und später als Senior in Debrezin, wo er 1545 starb. Über seinen Tod wurden die Wittenberger Reformatoren in einem von Leonhard Stöckel an Philipp Melanchthon gerichteten Brief vom 12. Juni 1545 unterrichtet.

## Rezeption
Matthias Devai gehört neben Leonhard Stöckel, Gáspár Károlyi und Johannes Sylvester zu den großen Reformatoren des Königreich Ungarns. Seine Nachkommen verliehen Devai den Ehrentitel „Martin Luther von Ungarn“. In der Schlosskirche zu Wittenberg ist ihm ein Kirchenfenster gewidmet.